# Conquista mongola dell'Asia centrale
La conquista mongola dell'Asia centrale fu realizzata da Gengis Khan nel corso di un quinquennio (1216-1221) e fu la manifestazione dell'enorme potenza militare costituitasi con l'unificazione delle tribù mongole e turche dell'Altopiano della Mongolia sotto l'egida del Khagan del neonato Impero mongolo.
La conquista venne realizzata tramite due distinte campagne consequenziali, la prima diretta contro il Kara Khitay (1216-1218) e la seconda contro la Corasmia (1219-1221), e vide le forze di Gengis Khan impegnate contro popolazioni di etnia turco-mongola nella maggior parte dei casi musulmane.

## Contesto

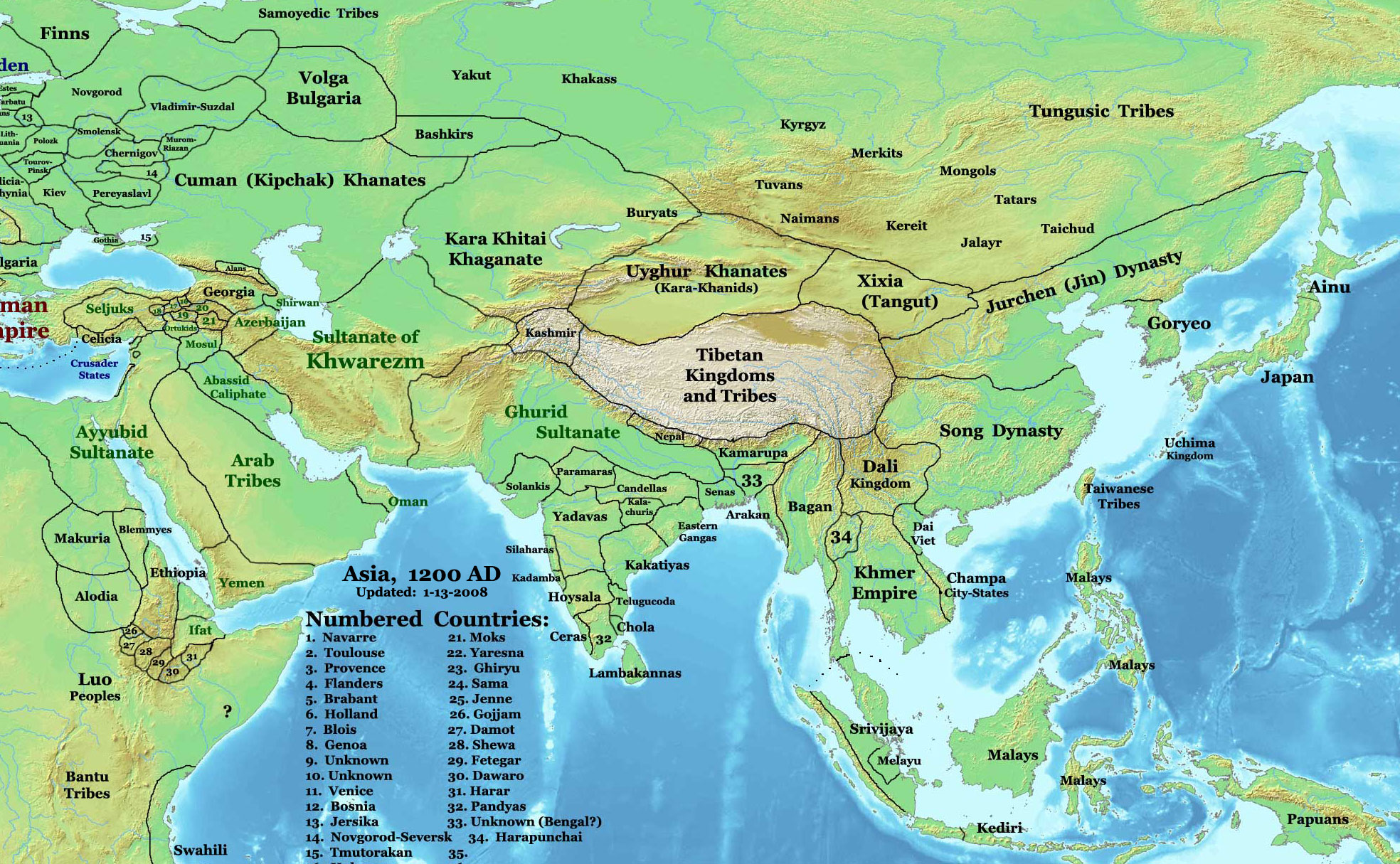
L'Asia nel 1200.

La forza dominante nell'Asia centrale della fine del XII secolo era il khanato Kara Khitay, fondato da Yelü Dashi (耶律大石S, Yēlǜ DàshíP, imperatore Dezong 德宗S, DézōngP, di Liao, r. 1124-1143) negli anni 1130 nelle terre tra il Semireč'e e il Ču. I Kara Khitay (lett. "Khitan nero") erano proto-mongoli Kitai, già fondatori della dinastia Liao (907–1125), che furono cacciati dalla Cina dai tungusi Jurchen della Dinastia Jīn. Per questo motivo il Kara Kitay è anche noto come "Dinastia Liao occidentale" (西遼S) ed entra a pieno titolo nel novero delle dinastie della storia cinese.
Yelü Dashi avanzò verso occidente, strappando all'Impero selgiuchide, di etnia turca, la Sogdiana, la Battria, la Corasmia ed entrando a Samarcanda nel 1141. Il sultano selgiuchide Ahmed Sanjar (r. 1118-1153) mosse contro i Kitai in armi ma fu sconfitto nella battaglia di Qatwan, salvandosi a stento. Yelü Dashi poté così occupare le province orientali dell'Impero selgiuchide ed assoggettare i suoi vassalli: fond. l'Impero corasmio e i Karakhanidi, oltre a potentati minori come il dominio dei turchi-Uiguri di Kara-Khoja e le terre dei turchi-Qarluq e dei turchi-Qangli. Causa la loro numerosa popolazione ed estensione, la Corasmia ed i Karakhanidi, anch'essi etnicamente turchi, poterono seguitare ad operare in modo quasi autonomo.
I Karakhanidi erano di gran lunga il vassallo più prestigioso del Kara Khitay: avevano governato nell'area per due secoli, prima di essere sottomessi dai Selgiuchidi, e controllavano molte delle città più ricche della regione, come Bukhara, Samarcanda, Tashkent e Fergana. Entro il 1190, erano tornati quasi del tutto indipendenti, risucchiati in una spirale di lotte interne tra i vari membri della dinastia. Le loro terre costituivano l'area più orientale del dominio Kitai e lambivano i confini dei Tangut (Dinastia Xia occidentale).
In confronto ai Karakhanidi, la Corasmia aveva solo una grande città, Urgench (attuale Kunya-Urgench in Turkmenistan), ed era diventata una potenza di rilievo solo dopo la conquista da parte dei Kitai, grazie all'operato dello Scià Il-Arslan (r. 1156-1162). Occupava l'area più occidentale del dominio kitano. Con l'Impero selgiuchide al collasso dopo la morte di Ahmed Sanjar nel 1154 ed i Kitai stanziati a nord, i corasmi seppero approfittare del caos provocato nella regione da quel vuoto di potere, protendendosi verso il Medioriente. Il figlio di Il-Arslan, Ala al-Din Tekish (r. 1172-1200), conquistò grandi città come Merv e Nishapur nel Grande Khorasan, acquisendo abbastanza potere da dichiararsi sovrano a tutti gli effetti nel 1189. Alleatosi al califfo abbaside al-Nāṣir li-dīn Allāh (r. 1180-1225), smanioso di sbarazzarsi dell'ingerenza turca nel califfato, Tekish rovesciò l'ultimo imperatore selgiuchide, Toghrul III, nel 1194, ed usurpò il sultanato di Hamadan. Tekish ora governava una vasta fascia di territorio che si estendeva da Hamadan a ovest a Nishapur a est. Attingendo alla sua ritrovata forza, minacciò la guerra con il califfo al-Nāṣir che lo accettò con riluttanza come sultano dell'Iran e del Khorasan nel 1198.
All'inizio del XIII secolo, il khanato Kara Khitay esercitava quindi una suzerain tributaria/nominale sui suoi più potenti vassalli. Il Gurkhan del Kara Khitay, Yelü Zhilugu (耶律直魯古T, Yēlǜ ZhílǔgǔP, imperatore Tianxi 天禧S, TiānxīP, lett. "Gioia celeste", di Liao r. 1178-1211), si stava barcamenando tra dissidi e rivolte dei suoi vassalli, provocati dalla sempre più ingombrante personalità del sultano Muhammad II di Corasmia e dalle continue trame dei Karakhanidi, ed il tumulto dei popoli nomadi della steppa eurasiatica provocati dalla nascita dell'Impero mongolo di Gengis Khan (r. 1206-1227). Già nel 1195, quando i mongoli erano in guerra con i tatari, Zhilugu aveva avuto un abboccamento con il potente Toghril Khan dei Kereiti, mentore di Gengis ed allora personalità tra le più influenti nella steppa. Dopo l'ascensione di Gengis Khan a Khaghan di tutti i mongoli e tatari nel 1206, i problemi per Zhilugu si fecero concreti: due suoi vassalli, il nuovo khan dei turchi-Qarluq, Arslan Sartaqtai, e l'idiqut uiguro Barchuk Art Teqin, si sottomisero a Gengis Khan (1210). Sin dal 1208, un principe dei mongoli-Naiman di nome Kuchlug era fuggito da Gengis Khan (che aveva ucciso suo padre Tayang khan nel 1205 e suo zio Buyruq khan in quel medesimo 1208) alla corte di Zhilugu. Il Gurkhan aveva visto nel transfuga una risorsa da giocare sullo scacchiere orientale, probabilmente il mezzo per unire al suo esercito le armate dei Naiman e dei Merkit, e l'aveva accolto, facendone un consigliere ed un comandante, oltre a dargli in sposa una delle sue figlie, la principessa Hunhu.
Zhilugu stava in quegli anni affrontando l'aperta rivolta di Muhammad II di Corasmia, che aveva preso Bukhara nel 1207, e di Osman Khan di Samarcanda. Il Gurkhan marciò su Samarcanda con 30 000 uomini, la pacificò e vi sconfisse i corasmi. Nel 1210, mentre Zhilugu stava affrontando una rivolta di Samarcanda, Kuchlug, alleatosi con Muhammad II, colse l'occasione per ribellarsi contro suo suocero e s'impossessò del tesoro kitai a Uzgen. Zhilugu lasciò Samarcanda per occuparsi di Kuchlug ma Muhammad II sfruttò l'opportunità per impadronirsi della città, quindi sconfisse il Qara Khitai vicino a Taraz (nell'odierno Kazakistan) e ottenne il controllo della Transoxiana. Zhilugu si ritirò nella sua capitale di Balasagun (nell'attuale Kirghizistan) e sconfisse Kuchlug che si ritirò verso est, nelle terre dei Naiman. Tuttavia, nel 1211, mentre Zhilugu era a caccia, cadde in un'imboscata e fu catturato da Kuchlug, arrivato con 8000 uomini, vicino a Kashgar, nel deserto del Taklamakan (nello Xinjiang cinese).
Riuscito il colpo di stato, Kuchlug fece di Zhilugu un sovrano fantoccio e, quando il Gurkhan morì nel 1213, Kuchlug assunse il controllo formale del khanato. Originariamente nestoriano, una volta tra i Kitai, Kuchlug si convertì al buddhismo e iniziò a perseguitare la maggioranza musulmana del paese, costringendoli a convertirsi al buddismo o al cristianesimo, una mossa che allontanò Kuchlug dalla maggior parte della popolazione.

## Fase I: Kara Khitay (1216-1218)
Lo scontro aperto tra il Kara Khitay e Gengis Khan fu provocato dall'attacco portato da Kuchlug alla città di Almalik, in Zungaria, dei turchi-Qarlq, ormai vassalli dei mongoli che a loro chiesero aiuto. Gengis Khan aveva allora appena terminato la sua campagna contro l'impero Jīn, culminata con la conquista di Zhongdu, la capitale nemica (occupante gli attuali distretti di Xicheng e Fengtai di Pechino). Non potendo rilocalizzare la totalità dell'armata imperiale per una campagna nell'estremo occidente ma deciso a chiudere l'annosa contesa con Kuchlug, il Khagan optò per un blitz la cui esecuzione fu affidata ai suoi generali/consiglieri Jebe e Subedei.
Jebe e Subei viaggiarono fianco a fianco attraverso i Monti Altaj e Tarbagatai fino ad arrivare ad Almalik. A quel punto, Subedei virò a sud-ovest con 2 tumen di guerrieri (i.e. 20 000), distruggendo i Merkit e proteggendo il fianco di Jebe da eventuali attacchi dei corasmi, sulla cui neutralità Gengis Khan non aveva, apparentemente, fatto troppo affidamento. Jebe si rifocillò ad Almalik, poi, con i 2 tumen restanti, si spostò a sud del Lago Balqaš, nelle terre del Kara Khitay, e puntò sulla capitale nemica, Balasung, dove sconfisse Kuchlug e lo costrinse a fuggire, prendendo poi rapidamente il controllo della città causa il malcontento kitai nei confronti del fuggitivo Gurkhan. Kuchlug riparò a Kashgar, città che aveva razziato durante la sua rivolta contro Zhilugu. Quando l'esercito di Jebe arrivò a Kashgar, nel 1217, la popolazione dell'oasi si ribellò e costrinse Kuchlug a una nuova fuga. Jebe inseguì Kuchlug attraverso le montagne del Pamir fino al Badakhshan, nell'odierno Afghanistan, dove, secondo 'Ata Malik Juwayni, un gruppo di cacciatori indigeni catturò Kuchlug e lo consegnò ai mongoli che lo decapitarono prontamente (1218). La testa del Gurkhan fu poi riportata da Jebe nel Kara Khitay ed esposta dai mongoli nelle città che avevano sofferto sotto la dominazione dell'usurpatore Naiman.

## Fase II: Corasmia (1219-1221)
L'unificazione originaria dei Mongoli di tutto "il popolo nelle tende di feltro", prevedeva l'unione di tutte le tribù nomadi in Mongolia, quindi i Turcomanni e successivamente le altre popolazioni nomadi. Questo avvenne senza grandi spargimenti di sangue e con poche perdite materiali. Originariamente, non era intenzione di Gengis Khan invadere la Corasmia. Secondo lo storico persiano 'Ata Malik Juwayni (1226-1283), autore del Tarīkh-i Jahān-gushā (lett. "Storia del conquistatore del mondo"), il Khagan aveva tentato un abboccamento con Muhammad II del Khwarezm, salutandolo come suo vicino («Io sono padrone delle terre del sol levante mentre tu domini quelle del sol calante. Concludiamo un fermo trattato di amicizia e di pace.» oppure «Io sono il Khan delle terre del sol levante mentre tu sei sultano di quelle del sole che tramonta: concludiamo un fermo patto di amicizia e di pace.») in cerca di accordi commerciali.
Una carovana mongola di 450 persone giunse pertanto nel 1219 all'importante oasi di Otrar, lungo la via della seta, con le profferte di pace di Gengis ma il locale governatore corasmio, Inalchuk, ritenendole spie, le imprigionò e giustiziò. Saputo di quest'atrocità mesi dopo, Gengis Khan, impegnato nella campagna contro i Jīn andò su tutte le furie e usò l'incidente come pretesto per l'invasione che avrebbe portato alla completa distruzione della Corasmia ed al massacro di gran parte della popolazione civile della regione. In pochi mesi, Samarcanda, Bukhara, Merv e Nishapur furono saccheggiate e conquistate, insieme a molti dei territori dell'impero. Muhammad II fuggì e morì poco più tardi su un'isola del Mar Caspio. Dal 1220 in poi, i Corasmi si ridussero a costituire bande armate mercenarie, pronte a mettersi al servizio dei vari signori musulmani della Siria e del Vicino Oriente. Il figlio di Muhammad II, Jalal al-Din Mankubirni, rinunciò al titolo di Sultano/Shāh e si rifugiò nel Caucaso per continuare la resistenza contro i Mongoli.

## Conseguenze

### La spinta mongola verso il Medioriente
La sconfitta di Muhammad II di Corasmia, spalancò a Gengis Khan le porte delle terre nominalmente soggetto agli ormai debilitati Abbasidi. L'Iraq persiano fu saccheggiato dai distaccamenti mongoli di Jebe e Subedei, che lasciarono la regione in rovina. Già nel 1221, gli emissari dei nizariti ebbero un primo abboccamento con il Khagan a Balkh. I Nizariti erano una setta degli ismailiti sciiti che, grazie alla conquista di roccaforti strategiche ed autosufficienti, essi erano stati in grado di stabilire una propria entità parastatale (il c.d. "Ordine degli Assassini") all'interno dell'Impero selgiuchide prima e dell'Impero corasmio poi. I primi scontri tra i nizariti dell'imam Muhammad III di Alamut e i mongoli di Ögödei Khan, figlio di Gengis e futuro Khagan, che aveva appena avviato la campagna di conquista della Persia occidentale, si verificarono poco dopo. Presto i nizariti persero il controllo di Damghan, nel Qumis, dove erano riusciti a stabilirsi a seguito della scomparsa dell'Impero corasmio.
Il figlio di Muhammad II di Corasmia, Jalal al-Din Mankubirni tornò in Iran verso il 1224, dopo il suo esilio in India. Gli stati turchi rivali, rimasugli dell'impero del padre, rapidamente gli dichiararono alleanza. Respinse il primo tentativo mongolo di prendere la Persia centrale. Comunque, Jalāl al-Dīn fu sopraffatto e schiacciato dall'armata di Chormagan inviata dal Gran Khan Ögödei nel 1231 e morì assassinato poco dopo. Nel corso della spedizione mongola, le dinastie persiane dell'Azerbaigian e della Persia meridionale del Fars e di Kerman si sottomisero volontariamente ai Mongoli, accettando di pagare loro dei tributi. Ad ovest, Hamadan ed il resto della Persia fu aggiudicato da Chormagan. I Mongoli spostarono la loro attenzione verso l'Armenia e la Georgia tra il 1234 e il 1236. La conquista del Regno di Georgia fu completata nel 1238; quindi, l'Impero Mongolo cominciò ad attaccare la parte occidentale del Regno d'Armenia, che fu di possesso del Sultanato di Rum l'anno successivo.
Nel 1236 Ögödei comandò la riorganizzazione del Khorasan e di Herat. I governatori militari mongoli intanto si accampavano nella pianura di Mughan, in Azerbaigian. Rendendosi conto del pericolo rappresentato dai Mongoli, i governanti di Mosul e del Regno armeno di Cilicia si sottomisero al Khagan.

### I rapporti tra i mongoli e le comunità musulmane
L'iniziale approccio dei mongoli al mondo musulmano, verificatosi in Asia centrale, fu inizialmente caratterizzato dallo spiccio pragmatismo che i nomadi della steppa manifestarono sempre nelle prime fasi di costituzione del loro impero.
Invadendo il Kara Khitay, Jed fu rapido a farsi amica la locale popolazione musulmana, sobillata da anni di soprusi religiosi da parte di Kuchlug, per garantire quanto più rapidamente possibile una solida base di potere locale alle forze mongole a discapito del Gurkhan. Musulmani furono inoltre i membri della carovana che Gengis inviò in Corasmia quand'era intenzionato a suggellare quanto meno una non-belligeranza con Muhammad II.
Il successivo eccidio della popolazione (musulmana) della Corasmia si dovette alla natura ideologica che connaturava l'attacco di Gengis Khan a Muhammad II: una vendetta per i fatti di Otrar. Secondo Juwayni, i mongoli ordinarono un solo giro di massacri in Corasmia e Transoxiana, in linea quindi con lo scenario della rapida vendetta contro un nemico che non rispettava tregue ed ambasciatori. Riuscirono però comunque a sterminarono in modo sistematico una parte molto ampia della popolazione urbana del Grande Khorasan: es. dopo la conquista di Urgench, capitale della Corasmia, ogni guerriero mongolo, in un esercito di forse due tumen (20 000 soldati), dovette giustiziare 24 persone, arrivando ad un totale di quasi mezzo milione di persone per tutto l'esercito. I mongoli si guadagnarono così una reputazione di ferocia sanguinaria che avrebbe segnato il resto delle loro campagne e della loro storia militare.

### Diffusione delle armi da fuoco cinesi
Durante l'invasione della Transoxania nel 1219, insieme alla principale forza mongola, Gengis Khan impiegò un'unità di artiglieria fornite da genieri specializzati di origine cinese, riutilizzativi l'anno successivo (1220). I cinesi potrebbero aver usato le catapulte per lanciare bombe a polvere nera, dal momento che le avevano già a quel tempo. Mentre Gengis Khan stava conquistando la Transoxania e la Persia, diversi cinesi che avevano familiarità con la polvere da sparo prestavano servizio nel suo esercito. Gli storici hanno suggerito che l'invasione mongola abbia portato armi cinesi a polvere da sparo, come il c.d. "huochong", una forma primitava di mortaio, in Asia centrale, avviando la diffusione di questa nuova tecnologia bellica in Eurasia.

### Esplicative
1. ↑  L'alto numero di effettivi dell'armata di Corasmia era in realtà un insieme disomogeneo e disorganizzato. Le guarnigioni erano presenti nelle sole nelle città, mentre il bassissimo tasso di reclutamento impedì la mobilitazione della maggior parte degli effettivi contro i mongoli.
2. ↑  Juwayni.
«Quando si avvicinò a Sarigh-Chopan, sbagliò strada (come era giusto che facesse) ed entrò in una valle senza uscita. Alcuni cacciatori Badakhshani stavano cacciando nelle montagne vicine. Scorsero Küchlüg e i suoi uomini e si voltarono verso di loro; mentre i mongoli salivano dall'altra parte. Poiché la valle era di natura aspra e il cammino era difficile, i mongoli si accordarono con i cacciatori. «Questi uomini», dissero, «sono Küchlüg e i suoi seguaci, che sono sfuggiti alla nostra presa. Se catturate Küchlüg e ce lo consegnate, non vi chiederemo altro.» Quegli uomini circondarono quindi Küchlüg e i suoi seguaci, lo fecero prigioniero e lo consegnarono ai mongoli che gli tagliarono la testa e la portarono via con loro.»
3. ↑  (EN) Kenneth Warren Chase, Firearms: a global history to 1700, ill., Cambridge University Press, 2003,  p. 58, ISBN 0-521-82274-2.
«Gengis Khan organizzò un'unità di specialisti cinesi di catapulte nel 1214 e questi uomini figurarono nel primo esercito mongolo che invase la Transoxiana nel 1219. Non era troppo presto per le vere armi da fuoco e fu quasi due secoli dopo che le catapulte per bombe fossero aggiunte all'arsenale cinese. L'equipaggiamento d'assedio cinese vide l'azione in Transoxiana nel 1220 e nel Caucaso settentrionale nel 1239-40.»
4. ↑  (EN) David Nicolle e Richard Hook, The Mongol Warlords: Genghis Khan, Kublai Khan, Hulegu, Tamerlane, ill., Brockhampton Press, 1998,  p. 86, ISBN 1-86019-407-9.
«Sebbene fosse lui stesso un cinese, imparò il mestiere dal padre che aveva accompagnato Gengis Khan nella sua invasione della Transoxiana musulmana e dell'Iran. Forse l'uso della polvere da sparo come propellente, in altre parole l'invenzione di vere pistole, apparve per la prima volta nel Medioriente musulmano, mentre l'invenzione della polvere da sparo fu una conquista cinese.»
5. ↑  (EN) Chahryar Adle e Irfan Habib, History of Civilizations of Central Asia: Development in contrast : from the sixteenth to the mid-nineteenth century, a cura di Ahmad Hasan Dani, Chahryar Adle e Irfan Habib, vol. 5, ill., UNESCO, 2003,  p. 474, ISBN 92-3-103876-1.
«In effetti, è possibile che gli ordigni di polvere da sparo, compreso il mortaio cinese (huochong), abbiano raggiunto l'Asia centrale attraverso i mongoli già nel XIII secolo. Eppure il potenziale rimase inutilizzato; anche l'uso del cannone da parte del sultano Husayn potrebbe aver avuto un'ispirazione ottomana.»

### Bibliografiche
1. ↑  Biran 2005, p. 93.
2. ↑  Biran 2009, p. 44.
3. ↑  Golden 2009, p. 12.
4. ↑  Golden 2009, pp. 13-14.
5. ↑  Buniyatov 2015, pp. 32-33.
6. ↑  (EN) Ahmad Hasan Dani [et al.] (a cura di), History of civilizations of Central Asia, IV, Nuova Delhi, UNESCO, 1990,  p. 182, ISBN 81-208-1409-6.
7. ↑  Buniyatov 2015, pp. 44-48.
8. ↑  Soucek 2000, cap. 4.
9. ↑  Storia segreta dei Mongoli.
10. ↑  Biran 2005, pp. 60-90.
11. 1 2 3  Morgan 2007, p. 54.
12. ↑  Soucek 2000, cap. 6.
13. ↑  Lococo 2008, p. 76.
14. ↑  Gabriel 2004, pp. 70-71.
15. ↑  Turnbull 2003, p. 16.
16. ↑  Beckwith 2009, pp. 187-188.
17. ↑  Storia degli Yuan.
18. ↑  Biran 2005, pp. 84-85.
19. ↑  Juwayni ed. in (EN) p. 120 Paul Ratchnevsky, Genghis Khan: His Life and Legacy, Blackwell Pub, 1991.
20. 1 2  (TR) Aydin Taneri, Jalal al-Din Khwarazmshah and his era, Ankara, Ministero della Cultura turco, 1977.
21. ↑  (EN) p. XXX Farhad Daftary, Historical Dictionary of the Ismailis, Scarecrow Press, 2012, ISBN 978-0-8108-6164-0.
22. ↑  (EN) Farhad Daftary, The Isma'ilis: Their History and Doctrines, Cambridge University Press, 1992,  pp. 418-420, ISBN 978-0-521-42974-0.
23. 1 2  (EN) Timothy May, The Mongol Empire: A Historical Encyclopedia, ABC-CLIO, 2016,  p. 160, ISBN 978-16-10-69340-0.
24. ↑  (EN) Muzaffar Husain Syed, Syed Saud Akhtar e B.D. Usmani, Concise History of Islam, Vij Books India Pvt Ltd, 2011,  p. 175, ISBN 978-93-82-57347-0.
25. ↑  (EN) Henry Hoyle Howorth, History of the Mongols: From the 9th to the 19th Century, vol. 1, B. Franklin, 1876,  p. 132.
26. ↑  (EN) John Block Friedman e Kristen Mossler Figg, Routledge Revivals: Trade, Travel and Exploration in the Middle Ages, Taylor & Francis, 2017,  p. 412, ISBN 978-13-51-66132-4.
27. ↑  (EN) Central Asian world cities, University of Washington (archiviato dall'url originale il 18 gennaio 2012).

### Fonti
- (ZH) Song Lian (a cura di), 元史S, Yuán ShǐP, lett. "Storia di Yuan" [Storia degli Yuan], 1370.
- (MN) Монголын Нууц Товчоо (Mongolyn Nuuc Tovčoo) [Storia segreta dei Mongoli], 1240. ed.  Sergei Kozin (a cura di), Storia segreta dei Mongoli, traduzione di M. Olsùfieva, Guanda, 2021  [1988], ISBN 9788823525818.
- (LA) Giovanni da Pian del Carpine, Historia Mongalorum, post-1247.
- (AR) Rashid al-Din Hamadani, Jami' al-tawarikh, XIV secolo. ed. (EN) Rashid al-Din Hamadani, The Successors of Genghis Khan, traduzione di John Andrew Boyle, Columbia University Press, 1971.
- (AR) 'Ata Malik Juwayni, Tarīkh-i Jahān-gushā [Storia del conquistatore del mondo], post. 1260. ed.  'Ata Malik Juwayni, Gengis-Khan : Il conquistatore del mondo, a cura di Gian Roberto Scarcia, Mondadori, 1962.

### Studi
- (EN) Christopher I. Beckwith, Empires of the Silk Road: A History of Central Eurasia from the Bronze Age to the Present, Princeton University Press, 2009, ISBN 978-1-4008-2994-1.
- (EN) Michal Biran, The Mongols in Central Asia from Chinggis Khan's invasion to the rise of Temür, in The Chinggisid Age, The Cambridge History of Inner Asia, Cambridge University Press, 2009,  pp. 46-66, DOI:10.1017/CBO9781139056045.004, ISBN 978-1-139-05604-5.
- (EN) Michal Biran, The Empire of the Qara Khitai in Eurasian History: Between China and the Islamic World, Cambridge Studies in Islamic Civilization, Cambridge University Press, 2005, ISBN 0-521-84226-3.
- (EN) Anne F. Broadbridge, Women and the Making of the Mongol Empire, Cambridge University Press, 2018, ISBN 978-1-108-42489-9.
- (EN) Z.M. Buniyatov, Государство Хорезмшахов-Ануштегинидов: 1097-1231 [A History of the Khorezmian State Under the Anushteginids, 1097-1231], traduzione di Shahin Mustafayev e Thomas Welsford, Mosca, Nauka, 2015  [1986], ISBN 978-9943-357-21-1.
- (EN) Richard A. Gabriel, Genghis Khan's Greatest General: Subotai the Valiant, Norman (OK), University of Oklahoma Press, 2004, ISBN 0-8061-3734-7.
- (EN) Peter Golden, Inner Asia c.1200, in The Chinggisid Age, The Cambridge History of Inner Asia, Cambridge University Press, 2009,  pp. 9-25, DOI:10.1017/CBO9781139056045.004, ISBN 978-1-139-05604-5.
- (EN) Paul Lococo, Genghis Khan: History's Greatest Empire Builder, Washington, D.C., Potomac Books, 2008, ISBN 978-1-61234-060-9.
- (EN) David Morgan, The Mongols, 2.ª ed., Hoboken (NJ), Wiley-Blackwell, 2007, ISBN 978-1-4051-3539-9.
- (EN) Stephen Pow, The Last Campaign and Death of Jebe Noyan, in Journal of the Royal Asiatic Society, vol. 27, n. 1, Cambridge University Press, 2017,  pp. 31-51.
- (EN) Svatopluk Soucek, A History of Inner Asia, Cambridge University Press, 2000, ISBN 0-521-65704-0.
- (EN) Stephen Turnbull, Genghis Khan & the Mongol Conquests 1190–1400, Osprey Publishing, 2003, ISBN 1-84176-523-6.